# درماتیت سبوره‌ای
درماتیت سبوره‌ای یا (به انگلیسی: Seborrhoeic dermatitis) نوعی التهاب پوست است که اغلب مزمن و عودکننده است و بیشتر در پوست سر و صورت دیده می‌شود. درماتیت سبورئیک معمولاً با شوره سر همراه است. درماتیت سبورئیک در دو دورهٔ شیرخوارگی و بزرگسالی بروز می‌کند. بیماری به صورت قرمزی منتشر و پوسته‌ریزی پوست سر وجود دارد. معمولاً (و نه همیشه) پوسته در ابرو، شیار خط خنده و شیارهای پشت گوش وجود دارد. درگیری کشاله ران به خصوص در نواحی مودار نیز وجود دارد و در سایر نواحی نیز دیده می‌شود. در مبتلایان به ایدز و پارکینسون این درماتیت از شدت بیشتری برخوردار است. عفونت ثانویه با استافیلوکوکوس اورئوس یا استرپتوکوک متداول است و به صورت دلمه، تشکیل پوستول و سلولیت بروز می‌کند.
شواهدی نشان می‌دهد مالاسزیا که یک مخمر لیپوفیلیک است و به‌طور طبیعی درپوست زندگی می‌کند، در بیماری نقش دارد. این بیماری آزار دهنده است، زیرا می‌تواند فرد را از حضور در جمع دور کند. درمان قطعی برای این بیماری وجود ندارد و با وجود درمان‌های پر عوارض و پرهزینه، احتمال بازگشت دوباره آن بسیار زیاد است.

## علائم و نشانه‌ها
علائم درماتیت سبورئیک به تدریج ظاهر می‌شود و معمولاً اولین علائم آن پوسته پوسته شدن پوست است. علائم معمولاً در هرجایی از جمله پوست سر، پشت گوش‌ها، صورت و مناطقی که پوست چین می‌خورد وجود دارد. پوسته‌ها ممکن است زرد، سفید یا مایل به خاکستری باشند. به‌طور معمول، بیماران دچار قرمزی مختصر، ضایعات پوسته پوسته و در بعضی موارد ریزش مو می‌شوند. سایر علائم شامل خارش، درد، کراست‌های ضخیم و پوشیده شده از پوسته پوسته‌های سفید یا زرد روی پوست (بویژه سر و صورت) که ممکن است به ساقه مو متصل شود.
در موارد شدیدتر، جوش‌های پوسته‌ای مایل به زرد تا مایل به قرمز در امتداد خط مو، پشت گوش‌ها، در مجرای گوش، بر ابروها، اطراف بینی، روی قفسه سینه و قسمت فوقانی پشت ظاهر می‌شوند.
درماتیت سبورئیک می‌تواند در نوزادان کمتر از سه ماه رخ دهد و باعث ایجاد پوسته‌ای ضخیم، چرب و مایل به زرد در اطراف خط مو و پوست سر شود. خارش در نوزادان معمول نیست و غالباً، بثورات پوشک (diaper rash)، ضایعات پوست سر را همراهی می‌کند.

## بیماری‌زایی
حدود ۲٪ تا ۵٪ جمعیت (از نوزادی تا بزرگسالی) با درماتیت سبوره‌ای مواجه هستند. شیوع این ضایعات در مردان بیشتر از زنان است.
درماتیت سبورئیک اغلب با پوست قرمز، خارش‌دار و پوسته‌ریزی بروز می‌کند. در مناطقی از پوست که غدد سباسه بیشتری دارند و چربتر هستند درگیری بیشتر است. احتمالاً مخمرها مانند گونه‌های مالاسزیا در بیماری نقش دارند. اسیدهای چرب نیز به عنوان ماده آسیب‌رسان پوست عمل کرده و موجب تکثیر بیش از حد سلول‌های اپیدرم می‌شوند. این بیماری ممکن است در نوزادان پوست سر و بخش بالایی صورت را گرفتار کند که اصطلاحاً به آن «کلاه گهواره» می‌گویند.

## درمان
گاه ضایعات خودبخود فروکش می‌کنند. درمان با آنتی هیستامین‌ها، کورتیکواستروئید موضعی و داروهای ضد قارچ(از جمله استفاده از صابون گوگرد دار) مفید است. مصرف ویتامین‌های گروه ب مخصوصاً ب‎۶ بسیار مفید است. البته دوری از استرس بر بهبودی بیماری تأثیر قابل توجهی دارد. این بیماران باید از عرق و هرگونه عاملی که موجب تحریک حساسیت پوست می‌شود خودداری کنند. مصرف پمادهای موضعی از جمله سروتونین ۲٪ در درمان این بیماری مؤثر است. فقط باید توجه داشت که دوره درمان موضعی را حتی تا برطرف شدن آثار قارچ، ادامه دهند و ناگهانی دارو را قطع نکنند چون باعث می‌شود درماتیت با شدت بیشتری برگردد. در درمان درماتیت سبوره در مراحل ابتدایی می‌توان از شامپوهای کتوکونازول و سلنیوم سولفاید نیز بهره برد اما بعد از بهبودی با استفاده از شامپو نباید مصرف آن‌ها را به یکباره قطع کرد و مقدار مصرف را در طی چند هفته به تدریج به حداقل هفته‌ای یکبار رساند. در صورت مقاوم شدن این بیماری به شامپوهای ذکر شده می‌توان از لوسیون کلوبتازول برای قطع شوره سر استفاده کرد. در درمان درماتیت صورت با استفاده مکرر پماد یا لوسیون کلوبتازول باعث ایجاد جوش در آن نواحی می‌شویم. پماد کلو ال دی اس دوکری و ناندل سبوریک در کنترل علائم درماتیت صورت مؤثر است.